# ロケタッチ
ロケタッチは、ライブドアおよびLINEが展開していた位置情報サービス。

## 概要
2010年7月15日サービス開始。ユーザーが実際に訪れている場所を「タッチ」で登録して、登録した場所の数・種類に応じて「シール」がもらえた。タッチする場所のデータベースは、ライブドアが用意したものの他に、ユーザーが登録することもできた。
2011年11月にライブドアの経営統合に伴いLINEのサービスとなる。
2011年12月時点でのユーザー数は10万人。
2015年6月30日にサービスを終了。